# Protagrotis extensa
Protagrotis extensa là một loài bướm đêm trong họ Noctuidae.